# Abscondita chinensis
Abscondita chinensis is een keversoort uit de familie  van de glimwormen (Lampyridae). De wetenschappelijke naam werd gepubliceerd in 1767 door Linnaeus als Lampyris chinensis.